# دوبلودنافيريا
دبلودنافيريا (الاسم العلمي: Duplodnaviria) هو عالم من الفيروسات يشمل جميع فيروسات الحمض النووي المزدوجة DNA التي والتي تشفر بروتين HK97 أضعاف القفيصة الرئيسية. يعد البروتين HK97 القابل للطي الرئيسي (HK97 MCP) هو المكون الأساسي للقفيصة الفيروسية، التي تخزن الـدنا DNA الفيروسي. تشترك الفيروسات في العالم أيضًا في عدد من الخصائص الأخرى، مثل قفيصة عشرونية الوجوه، وفتحة في القفيصة الفيروسية تسمى البوابة، وإنزيم البروتياز الذي يفرغ داخل القفيصة (الكابسيد) قبل تغليف الحمض النووي، وإنزيم النهايات الذي يغلف الحمض النووي DNA الفيروسي في القفيصة.
تمت تسمية دبلودنافيريا في عام 2019 بناءً على الخصائص المشتركة للفيروسات في العالم. توجد مجموعتان من الفيروسات في دبلودنافيريا : عاثيات الذيل من رتبة Caudovirales، التي تصيب بدائيات النوى، وفيروسات الهربس من رتبة Herpesvirales، التي تصيب الحيوانات. عاثيات الذيل متنوعة للغاية ومنتشرة في كل مكان في جميع أنحاء العالم، وقد تكون أقدم سلالة من الفيروسات. تشترك فيروسات الهربس في سلف مشترك مع عاثيات الذيل أو مجموعة منشقة من الفيروسات الذنبية.
تعد عاثيات الذيل مهمة في البيئة البحرية من خلال إعادة تدوير العناصر الغذائية في المواد العضوية من مضيفيها وهي محور الكثير من الأبحاث، وترتبط فيروسات الهربس بمجموعة متنوعة من الأمراض في الحيوانات، بما في ذلك البشر. من السمات الشائعة بين فيروسات الدبلودنافيريا أن العديد منها قادر على البقاء في مضيفها لفترات طويلة دون التكاثر مع استمرار القدرة على الظهور في المستقبل. ومن الأمثلة على ذلك فيروس الهربس البسيط، الذي يسبب التهابات متكررة، وفيروس الحماق النطاقي، الذي يسبب في البداية جدري الماء في وقت مبكر من الحياة، ثم القوباء المنطقية في وقت لاحق من الحياة.

## التسمية كلمات
اسم Duplodnaviria هو عبارة عن ربطة ثلاث كلمات لـ duplo، وهي الكلمة اللاتينية لـ double، و dna من حمض (DNA)، في إشارة إلى أن جميع أعضاء المجال عند التأسيس لديهم جينومات DNA مزدوجة الشريط، و viria وهي اللاحقة المستخدمة لـفئة الفيروسات. تعتبر دبلودنافيريا أحادية النمط، حيث تمتلك مملكة واحدة فقط هي Heunggongvirae، لذا فإن لكل من الفئة والمملكة نفس التعريف. تأخذ هونغونجفيريا الجزء الأول من اسمها من اللغة الكانتونية香港 [Hēunggóng]، والتي تعني وتنطق تقريبًا " هونج كونج"، وهي إشارة إلى فيروس Escherichia HK97، العضو المؤسس لـ HK97 (هونج كونج 97) من فيروسات MCP، و اللاحقة virae، وهي اللاحقة المستخدمة لممالك الفيروسات.

## الصفات
تحتوي جميع الفيروسات دبلودنافيريا على قفيصة مميزة من عشري الوجوه تتكون من بروتين قفيص رئيسي يحتوي على بنية مطوية فريدة من نوعها، تسمى طية HK97، سميت على اسم الهيكل المطوي لـ MCP لأنواع البكتيريا Escherichia virus HK97. على الرغم من وجود تباين كبير عبر الدبلودنافيريا، جيث يتم الاحتفاظ بالبنية الأساسية للبروتين بين جميع الأنواع في العالم. تشتمل البروتينات المشتركة الأخرى التي تتضمن بنية وتجميع الكبسيدات على بروتين المدخل الذي يتكون منه فتحة القفيصة، والبروتياز الذي يفرغ القفيصة قبل إدخال الحمض النووي، وإنزيم النهاية الذي يُدخل الحمض النووي في القفيصة.
بعد تكوين HK97 MCPs بواسطة ريبوسومات الخلية المضيفة، يتم تجميع القفيصة الفيروسية منها مع ارتباط البروتينات ببعضها البعض. يحتوي الجزء الداخلي من الكابسيد على بروتينات سقالة توجه البناء الهندسي للقفيصة. في حالة عدم وجود بروتينات سقالة منفصلة، فإن مجال دلتا لـ HK97 MCP، الذي يواجه إلى داخل الكبسولة، يعمل كسقالة بروتين.
تتكون فتحة أسطوانية في الكابسيد، تسمى البوابة، والتي تعمل كمدخل ومخرج للحمض النووي الفيروسي ببروتينات البوابة في أحد الرؤوس الاثني عشر للقفيصة. تتم إزالة بروتين السقالة، الذي قد يكون المجال دلتا لـ HK97 MCP، من داخل القفيصة بواسطة بروتياز النضج القفيصي، والذي قد يكون أيضًا جزءًا من السقالات، مما يؤدي إلى تكسيرها وتقسيمها إلى جزيئات أصغر في عملية تسمى التحلل البروتيني الذي يترك داخل الكبسولة فارغا.
في نفس الوقت الذي يحدث فيه تجميع القفيصة، يحدث تكرار للحمض النووي الفيروسي، مما يؤدي إلى تكوين متسلسلات، وجزيئات طويلة من الحمض النووي تحتوي على نسخ عديدة من الجينوم الفيروسي. إن الإنزيم النهائي، المكون من وحدتين فرعيتين، كبير وصغير، يجد الحمض النووي الفيروسي داخل الخلية عبر الوحدة الفرعية الصغيرة، ويقطع المتسلسلات، ويكوّن النهايات، أو النهايات للجينومات. يتعرف Terminase على إشارة التعبئة في الجينوم ويقطع الحمض النووي، مما يخلق نهاية حرة ترتبط به.